# Loon
Loon é um município de  segunda classe de renda municipal (d) na província Bohol, nas Filipinas. De acordo com o censo de 1 de julho  de  2024 possui uma população de 43 857 pessoas e 10 696 domicílios.